# ليزيلوت هيرفورث

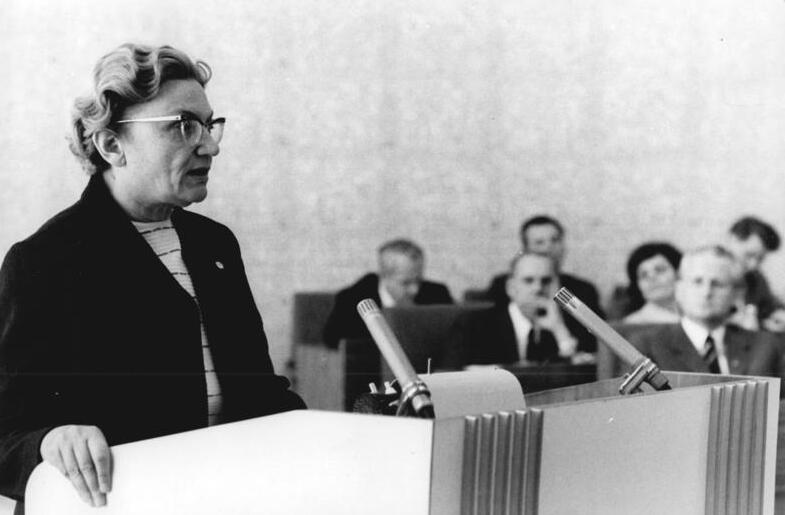
ليزيلوت هيرفورث

ليزيلوت هيرفورث (بالألمانية: Lieselott Herforth) (ولدت في 13 سبتمبر 1916 في ألتينبيرغ - توفت في 30 نوفمبر 2010 في دريسدين)، فيزيائية وسياسية ألمانية. كانت عضواً في مجلس الدولة وغرفة الشعب في جمهورية ألمانيا الديمقراطية، وهي أول رئيسة جامعة في ألمانيا.

## حياتها
ولدت عام 1936، والدها كاتب وناشر، تخرجت ليزيلوت هيرفورث من روكيرت-أبيرليزيوم في برلين. عام 1936، درست الفيزياء والرياضيات في جامعة برلين التقنية وعملت فيها مساعد في قسم الفيزياء والرياضيات عام 1938. وتخرجت عام 1940 حيث حصلت على شهادة الدبلوم. كتبت أطروحة الدبلوم بإشراف هانز غايغر. عام 1943، عملت مساعدةً في جمعية القيصر فيلهلم للفيزياء في برلين وفي جامعة لايبتزغ. في عام 1046، عملت فيزيائية في Oberspreewerk Berlin-Oberschöneweide. في معهد فريتس هابر بجمعية ماكس بلانك في برلين-داليم، عملت مساعدة بحث منذ 1947 حتى 1948 وحصلت على شهادة الدكتوراة باشراف هارتموت كالمان من جمعية برلين التقنية عام 1948. عام 1953، حاضرت حول أساسيات تطبيق الفلورة في الطب في جامعة كارل ماركس لايبزيغ.
كانت هيرفورث ثالث امرأة في جمهورية ألمانيا الديمقراطية تكون مؤهلة لتدريس الفيزياء بعد هيمنة الذكور عليها.
بعد تأهلها لتدريس الفيزياء، استلمت منصب محاضر في الفيزياء الإشعاعية في جامعة لايبتزغ.
من عام 1955 حتى 1960، عملت باحثاً مشاركاً في معهد النشاط الإشعاعي التطبيقي في ليبزيغ. وفي نفس الفترة (من 1957 حتى 1960) عملت أستاذة لتدريس الطب الإشعاعي التطبيقي في جامعة ليونا-ميرسبيرغ ثم التحقت بجامعة دريسدن التقنية عام 1960 حيث درّست كأستاذة في نفس المجال، ومنذ عام 1962، درّست تطبيقات النظائر المشعة. كما كانت مديرة معهد تطبيقات النظائر المشعة في كلية الرياضيات من 1969 حتى 1977، درّست هيرفورث الفيزياء التجريبية والنشاط الإشعاعي وقياس الجرعات الإشعاعية في قسم الفيزياء في جامعة دريسدن التقنية.

## أنشطة سياسية
من عام 1963 حتى 1981، كانت هيرفورث عضواً في غرفة الشعب للمجموعة البرلمانية التابعة لاتحاد النقابات الألمانية الحرة لأربع فترات انتخابية. في الفترة نفسها، كانت عضواً في حزب الوحدة الاشتراكي بألمانيا. عام 1966، أصبحت عضواً في مجلس جامعة في وزارة التعليم العالمي

## العضويات
كانت هيرفورث عضواً في الجمعية الكيميائية والجمعية البيوفيزيائية لجمهورة ألمانيا الديمقراطية. عام 1955، كانت هيرفورث عضواً في لجنة قضايا التعليم والتدريب في المجلس العلمي للتطبيق السلمي للطاقة النووية، التي تأسست بموجب قرار مجلس وزراء جمهورية ألمانيا الديمقراطية.

## جوائز
حازت هيرفورث على عضوية كاملة في الأكاديمية الألمانية للعلوم في برلين عام 1969. وفي عام 1971، منحت الجائزة الوطنية لجمهورية ألمانيا الديمقراطية للعلوم والتكنولوجيا. وفي عام 1974، حصلت على الدكتوراة الفخرية من جامعة الصناعة الكيميائية «فيزبيرم» في هنغاريا. عام 1977، منحت وسام هامبولت الذهبي. عام 1982، منحتها جامعة دريسدن لقب السيناتور الفخري. كما حصلت على وسام الاستحقاق الوطني من جمهورية ألمانيا الديمقراطية (الفئة الفضية) عام 1964. والفئة الذهبية عام 1981،ووسام العمل عام 1966 ووسام الخدمة المتميزة للجيش الشعبي الوطني - الفئة الذهبية. تم تكريمها مرتين كناشطة وعضو في جماعة العمل الاشتراكي.

## منشورات مختارة
- 1948: توهج المواد العضوية مع جسيمات ألفا، والإلكترونات السريعة وأشعة غاما (Diss.)
- 1958: الموجات فوق الصوتية: الأساسيات والتطبيقات في الفيزيائ والهندسة والبيولوجيا والطب
- 1964: المرأة في الهندسة والعلوم (في: التعليم العالي، 12/1964)
- 1968: التدريب الداخلي على النشاط الإشعاعي التطبيقية
- 1979: النيوترون-قياس الجرعات الشخصية
- 1981: التدريب على النشاط الإشعاعي والكيمياء الإشعاعية

## مطالعة إضافية
- Lieselott Herforth und Hartwig Koch: Praktikum der angewandten Radioaktivität. VEB Deutscher Verlag der Wissenschaften, Berlin, 1968.
- Herforth, Lieselott. In: Dorit Petschel: 175 Jahre TU Dresden. Band 3: Die Professoren der TU Dresden 1828–2003. Hrsg. im Auftrag der Gesellschaft von Freunden und Förderern der TU Dresden e. V. von Reiner Pommerin, Böhlau, Köln u. a. 2003, ISBN 3-412-02503-8, S. 357.
- Waltraud Voss: Lieselott Herforth: Die erste Rektorin einer deutschen Universität. Transcript, Bielefeld, 2016, ISBN 978-3-8376-3545-4.
- Horst Kant: Herforth, Lieselott. In: Wer war wer in der DDR? 5. Ausgabe. Band 1, Ch. Links, Berlin 2010, ISBN 978-3-86153-561-4.

## وصلات خارجية
- ليزيلوت هيرفورث على موقع مونزينجر (الألمانية)
- نصوص عن ليزيلوت هيرفورث في فهرس مكتبة ألمانيا الوطنية
- Biography
- Obiturary نسخة محفوظة 27 يناير 2019 على موقع واي باك مشين.